# El Diario La Prensa
El Diario La Prensa es el periódico en español de Estados Unidos más antiguo, que se distribuye desde 1913 en Nueva York, siendo el periódico en español más leído de esta ciudad. Tiene 294 769 lectores diarios y 676 570 cada semana.
El Diario La Prensa pertenece a ImpreMedia, que es la compañía de publicación de periódicos en español más grande de Estados Unidos. Tiene su sede en el piso 18, 1 MetroTech Center, Brooklyn, Ciudad de Nueva York.

## Historia
El periódico, con el nombre de El Diario La Prensa, fue creado en 1963 como resultado de la fusión de dos periódicos neoyorquinos en español, que eran La Prensa (creado como un semanario en 1913 por Rafael Viera y convertido a diario en 1918 cuando fue adquirido por José Camprubí Aymar) y El Diario de Nueva York (creado en 1947) los cuales fueron adquiridos por O. Roy Chalk. En 1981 Chalk vendió el periódico a Gannett Company en 10 millones de dólares.
El director del periódico, Carlos D. Ramírez, y su grupo de inversiones El Diario Associates, adquirió el periódico a Gannett en 1989 por poco más de 20 millones de dólares. El diario fue inviable económicamente por dos o tres años y la circulación cayó de un pico de 80 000 a menos de 70 000. Con la adición de nuevas tecnologías y un periodismo renovado, Ramírez logró incrementar la circulación a 68 000 ejemplares al momento de su muerte en 1999, y devolvió la rentabilidad al periódico. Bajo su liderazgo, el periódico fue premiado como Mejor Diario Hispano por la Asociación Nacional de Publicaciones Hispanas.
El Diario Associates se unió en 1995 con Latin Communications Group, una firma que opera 18 radioemisoras, con Ramírez dirigiendo la división impresa del negocio y desempeñándose en la junta directiva.
El Diario La Prensa se fusionó con el periódico La Opinión de Los Ángeles en 2004 para formar ImpreMedia. Su principal competidor era Hoy, que poseía 180 000 lectores en Nueva York; sin embargo, el 12 de febrero de 2007 ImpreMedia anunció que adquiría la edición neoyorquina de Hoy a Tribune Media.

## Contenido
Este periódico fue creado por la creciente comunidad hispana proveniente inicialmente de Puerto Rico. Actualmente, la presencia en Nueva York de dominicanos y mexicanos entre otros, hace que sus ventas crezcan año a año. En general, su contenido está orientado a la comunidad hispana.
Las secciones son de noticias locales, nacionales, nuestros países (de Latinoamérica) e internacionales, deportes, espectáculos, televisión, reportajes, además de opiniones de columnistas. También posee una sección de especiales: autos, arte y cultura, bienes raíces, bienestar, casa y jardín, comida, educación, familia, historia, libros, negocios, religión, salud, viajes, etc.

## Columnistas
- David Torres
- Carmen Villavicencio
- Dolores Prida
- Eridania Bidó Fernández
- Geovanny Vicente Romero
- Gerson Borrero
- Maribel Hastings
- Mario Eduardo Concha Ampuero
- Melissa Mark-Viverito
- Virginia Gaglianone